# Marina di Roucas-Blanc
La marina di Roucas-Blanc (in francese Marina du Roucas-Blanc), conosciuta anche come marina olimpica (in francese Marina olympique), è un porto turistico situato nel quartiere Le Roucas-Blanc del VII arrondissement della città di Marsiglia.

## Storia
Il porto venne costruito alla fine degli anni 1970 in occasione della realizzazione del parco marino del Prado (in francese Parc Balnéaire du Prado), una serie di spiagge artificiali realizzate impiegando il materiale di scarto proveniente dallo scavo della prima linea della metropolitana di Marsiglia. Nel 2017 il porto venne scelto come sede per le competizioni di vela dei Giochi olimpici di Parigi 2024.
Nel luglio 2022 furono avviati i lavori di ristrutturazione ed espansione del porto, costati circa 44 milioni di euro, quasi il doppio rispetto al budget iniziale di 25 milioni. La riapertura del porto rinnovato è avvenuta il 2 aprile 2024 alla presenza di Tony Estanguet, ex canoista e presidente del comitato organizzatore di Parigi 2024 (COJOP). Tra il 28 luglio e il 9 agosto 2024 l'impianto ha ospitato le gare olimpiche di vela, accogliendo fino a 12 500 spettatori.

## Caratteristiche
Il porto occupa un'area di 17000 m² e può ospitare fino a 600 barche.